# Maysruneh
Maysruneh (tiếng Ả Rập: معيصرونة) là một ngôi làng Syria nằm ở Hish Nahiyah ở huyện Maarrat al-Nu'man, Idlib. Theo Cục Thống kê Trung ương Syria (CBS), Maysruneh có dân số 576 trong cuộc điều tra dân số năm 2004.